# Gelatina di Wharton
La gelatina di Wharton è una sostanza gelatinosa che si trova nel cordone ombelicale e che serve a proteggere e a isolare i vasi ombelicali. È costituita da una componente amorfa di mucopolisaccaridi (acido ialuronico e condroitinsolfato) e di scarse fibre collagene. Vi è inoltre una componente cellulare (fibroblasti e macrofagi). La gelatina di Wharton costituisce nel feto un esempio di tessuto mucoso maturo, un particolare tipo di tessuto connettivo giovane (reperibile nell'adulto nella polpa dentale e nell'occhio) largamente diffuso nell'embrione. Viene definito maturo perché le poche cellule che lo costituiscono non sono semplici cellule mesenchimali, ma sono elementi già differenziati. Si tratta pertanto di un tessuto diverso dal mesenchima extraembrionale primitivo derivato dal magma reticolare del blastocele. Il tessuto mucoso della gelatina si distribuisce irregolarmente lungo il cordone, formando degli ingrossamenti che non hanno significato fisiologico e vengono detti falsi nodi. Si trova anche nella polpa dentaria.

## Etimologia
La sostanza prende il nome dal medico ed anatomista inglese Thomas Wharton (1614-1673), che lo descrisse per primo nel volume Adenographia, pubblicato nel 1656.

## Occlusione fisiologica del cordone ombelicale
Al momento del parto, quando il cordone viene esposto a un brusco cambiamento di temperatura, la gelatina perde parte del suo contenuto liquido e le fibre si contraggono, favorendo nel giro di pochi minuti il collasso dei vasi ombelicali e la loro chiusura fisiologica.

## Cellule staminali
Le cellule all'interno della gelatina del Wharton esprimono numerosi geni di cellule staminali. Queste cellule possono essere estratte, coltivate e indotte a differenziarsi ad esempio in neuroni. Pertanto la gelatina è una fonte potenziale di cellule staminali, anche se il metodo più semplice per ottenerle è il prelievo di sangue da cordone ombelicale.